# Emil Procházka
Emil Procházka (1874 – 23. června 1942) byl český sportovní funkcionář.
Byl spoluzakladatelem Českého svazu hokeje v roce 1908. Od roku 1911 se stal na dva roky jeho předsedou. Byl také iniciátorem přijetí Čech do LIHG. V letech 1912–1914 byl členem mezinárodní federace a delegát českého svazu. Avšak na nátlak Němců a Rakušanů jej na postu musel vystřídat Karel Hartmann.
Procházka se neangažoval jen v ledním hokeji, ale pracoval také v Českém fotbalovém svazu, ČAAU, Českém olympijském výboru a také jako funkcionář SK Slavia Praha.
V roce 2010 byl uveden do Síně slávy českého hokeje.